# Ралф Домермут
Ралф Домермут (Дернбах, 19. новембар 1963) је немачки предузетник и оснивач, председник и извршни директор глобалног интернет провајдера United Internet.

## Каријера
Домермут је рођен 1963, а одрастао је у Монтабауру, у Немачкој, као син трговца некретнинама. Има једног брата. Након завршене уводне обуке у Дојче банци, почео је да ради као слободни сарадник за продају за локалног продавца рачунара у родном Монтабауру.
Године 1988, са пословним партнером оснива компанију за маркетинг и оглашавање у електронским медијима 1&1 EDV Marketing GmbH. Њихова прва пословна идеја била је „Software Börse“, маркетиншки алат за софтверске компаније. За овај производ компанија је освојила немачку награду за директни маркетинг 1989. Компанија је такође организовала посебне изложбе као што су „Software-Zentrum Mittelstand“ и „Software for Europe“, на највећем светском сајму информационих технологија, CeBIT, у Хановеру.   Дојче телеком овластио је компанију 1992. за продају билдширмтекста (нем. bildschirmtext), једну од првих имплементација информационог система за крајње кориснике, касније преименованог у „T-Online“.
Након почетног успеха као пружаоца маркетиншких услуга, компанија 1&1 је почетком 1996. постала интернет провајдер.  У марту 1998, компанија је постала прва немачка IT компанија која је изашла не берзу. То је довело до увећања капитала, па је компанија стекла прилику да инвестира у друге IT компаније, као што су GMX и Schlund + Partner AG. На врхунцу масовног раста употребе интернета почетком 2000. година, компанија је имала акције у 17 IT  компанија, а потом јој је Домермут променио назив у United Internet.
Домермут поседује 42% компаније United Internet, широкопојасног интернет провајдера са седиштем у Немачкој, који управља брендовима као што су 1&1, GMX и Web.de, а који је остварио годишњи обрт од 5,4 милијарде евра 2020. године, и добит од 66 милиона на рачунима у 17 земаља.
Од августа 2014. до јуна 2015. био је члан надзорног одбора инвестиционог предузећа компаније, Rocket Internet. Компанија је у лето 2017. доделила своју подружницу 1&1 Telecommunication SE  телекомуникационој компанији Drillisch AG, добивши заузврат њене акције. Јануара 2018, компанија је поседовала укупно преко 75% власништва компаније 1&1 Drillisch AG. Истог месеца Домермут је преузео позицију директора управног одбора компаније, која је поново променила назив 2021. године, и сада послује под именом 1&1 AG.
Компанија  1&1 AG је победила на аукцији Федералне мрежне агенције Немачке за увођење 5G мреже 2019. године. На тај начин је Домермут положио темељ за изградњу четврте мобилне мреже у Немачкој. Августа 2021, компанија је објавила да намерава изградњу најиновативније мобилне мреже у Европи базиране на новој OpenRAN технологији отвореног радио-приступа мрежи, а која би требало да буде реализована исте године у сарадњи са јапанском технолошком групом Rakuten.
Компанија 1&1 је била спонзор дресова Борусије Дортмунд на утакмицама Бундеслиге за сезону 2020/21, а претходни спонзор, Evonik Industries, остао је на дресовима на утакмицама на свим међународним првенствима, Купу Немачке у фудбалу и припремним утакмицама у иностранству. Затим је Evonik Industries продао испод 5% акција клуба, умањивши тако удео на 9,8%.  Домермут је стекао 5% удела у клубу преко компаније Ralph Dommermuth Beteiligungen GmbH, у марту 2020.
Домермут је једини немачки IT милијардер и најмлађи самостечени милијардер у земљи.

## Донације
На савезним изборима у Немачкој одржаним 2017. године, Домермут је дао највећу донацију немачкој конзервативној странци у износу од пола милиона евра. 
Септембра 2006, Ралф Домермут је основао фондацију „United Internet for UNICEF“, са циљем да се прикупљањем донација побољшају услови живота деце и одраслих којима је потребна помоћ. У ту сврху коришћена је маркетиншка машинерија компаније у кампањама како би се удвостручиле донације, а од корисника  интернет сервиса Web.de, GMX и 1&1 тражило се да редовно дају добровољне прилоге. Фондација је један од Уницефових највећих појединачних донатора са донацијама у вредности преко 50 милиона евра, због чега јој је Уницеф Немачка доделио новоосмишљену награду „Gustav Rau Prize“ 2014, као и награду „Partner of the Year“ 2016. Домермут је први добитник ове награде.
Домермут је 2013. године, заједно са бившим министром спољних послова Гидом Вестервелеом основао фондацију Westerwelle, са седиштем у Берлину,  која има за циљ промовисање међународног разумевања и јачање демократије и тржишне економије, владавине права и толеранције у такозваним земљама у развоју.
Фондација Ралф и Џудит Домермут обезбедила је финансијску подршку за добротворне пројекте и од почетка 2016. године води платформу „Wir zusammen“. Унутар ње су представљени пројекти немачког предузетништва за друштвену и пословну интеграцију избеглица. Платформу је покренуло 36 компанија, а сада је у њу укључено преко 200 познатих компанија. Својом рекламном кампањом платформа мотивише друге компаније и њихове запослене да учествују.
Године 2007, Домермут је обезбедио први брод за своју земљу, за међународну једриличарску трку Куп Америке, са новооснованим немачким тимом United Internet. Тим је прихваћен као учесник у 32. издању Купа, 29. априла 2005, само неколико сати пре истека рока за пријаву.  Поред буџета за оглашавање, који је обезбедио United Internet, Домермут је из својих личних средстава у пројекат уложио око 20 милиона евра.

## Приватни живот
Домермут има једно дете из првог брака. Сада је у браку са Џудит Бергер, моделом и модним предузетником, са којом живи у Монтабауру.